# Kiel Reijnen

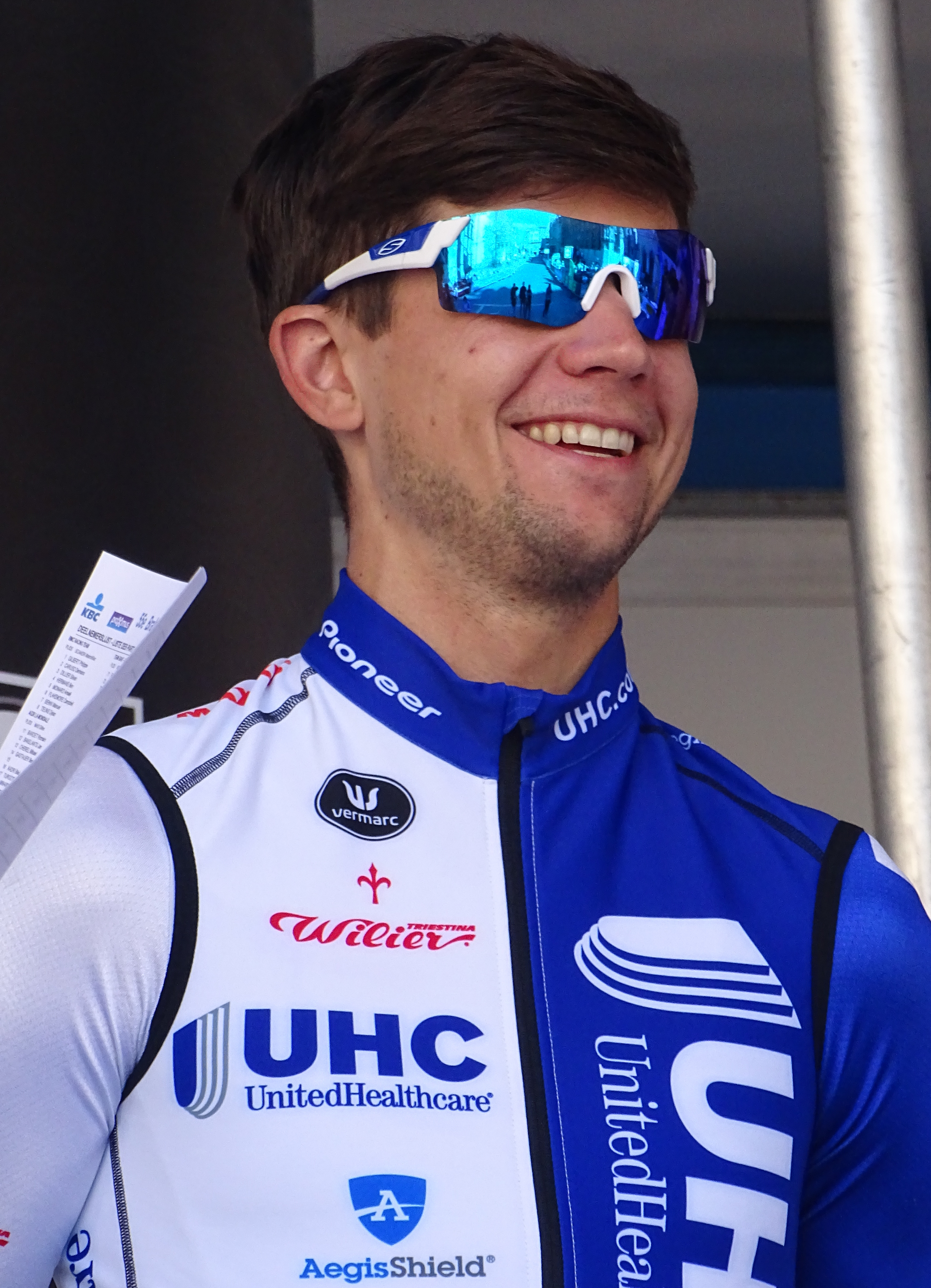
Kiel Reijnen 2015

Kiel Reijnen (* 1. Juni 1986) ist ein US-amerikanischer Radrennfahrer.

## Werdegang
Kiel Reijnen fuhr Ende der Saison 2008 als Stagiaire für das Jelly Belly Cycling Team. Hier wurde er Etappenfünfter bei der Tour of Hainan und belegte auch in der Gesamtwertung den fünften Rang. Ab 2009 stand er bei dem US-amerikanischen UCI Continental Team unter Vertrag. In seinem zweiten Jahr dort gewann er die Auftaktetappe der Tour of Thailand und konnte so auch die Gesamtwertung für sich entscheiden.
Zur Saison 2011 wechselte Reijnen zum UCI Professional Continental Team namens Type 1-Sanofi. Dort konnte er bei der Tour of Rwanda vier Etappen gewinnen und entschied letztlich auch die Gesamtwertung der Rundfahrt mit zwei Sekunden Vorsprung auf seinen Mannschaftskollegen Joey Rosskopf für sich.
Nach einem sieglosen Jahr 2012 erhielt Reijnen einen Vertrag beim UnitedHealthcare Pro Cycling Team. Dort gewann er die amerikanischen Eintagesrennen Philadelphia Cycling Classic (2013, 2014) und Bucks County Classic (2013) sowie Etappen bei der USA Pro Challenge (2014, 2015), der Tour of Utah (2015) und der Tour of the Gila (2013).
Nach drei Jahren bei UnitedHealthcare gelang Reijnen in der Saison 2016 der Sprung in die UCI WorldTour. Er unterschrieb 2016 bei Trek-Segafredo und gewann für sein neues Team die vierte Etappe der Tour of Utah. Im September 2021 erklärte er, seine Straßenkarriere zu beenden, um Gravelrennen zu bestreiten.

## Erfolge
2010
- Gesamtwertung und eine Etappe Tour of Thailand

2011
- Gesamtwertung und vier Etappen Tour of Rwanda

2013
- eine Etappe Tour of the Gila
- Philadelphia Cycling Classic
- Bucks County Classic

2014
- Philadelphia Cycling Classic
- eine Etappe USA Pro Challenge

2015
- eine Etappe Tour of Utah
- eine Etappe USA Pro Challenge

2016
- eine Etappe und Punktewertung Tour of Utah

## Grand-Tour-Platzierungen
| Grand Tour            | 2016 | 2017 | 2018 | 2019 |
| --------------------- | ---- | ---- | ---- | ---- |
| Giro d’ItaliaGiro     | –    | –    | –    | –    |
| Tour de FranceTour    | –    | –    | –    | –    |
| Vuelta a EspañaVuelta | 132  | –    | 135  | 141  |

## Teams
- 2008 Jelly Belly (Stagiaire)
- 2009–2010 Jelly Belly
- 2011–2012 Team Type 1-Sanofi
- 2013–2015 UnitedHealthcare Professional Cycling Team
- 2016–2021 Trek-Segafredo